# Золотистый дрозд
Золотистый дрозд, или японский дрозд (лат. Turdus chrysolaus), — вид птиц семейства дроздовых (Turdidae). Выделяют два подвида.

## Описание
Птицы номинативного подвида массой 60-80 грамм, длина крыла 115-126 мм. Подвид Turdus chrysolaus orii более крупный (69-95 грамм), длина крыла 117-130 мм. У взрослых самцов спина оливково-бурая, голова и шея несколько более сероватая, маховые и рулевые перья тёмно-бурые, наружная пара рулевых перьев имеет на конце пера едва заметное белое окаймление внутреннего опахала; бока головы, подбородок и горло тёмно-серые или черноватые, бока тела ржавчато-рыжие; этот цвет боков в области зоба смыкается; средняя часть груди и брюхо белые. Клюв бурый, подклювье желтоватое, ноги бурые. Взрослые самки несколько бледнее самцов, на горле и подбородке у них имеются в большем или меньшем количестве белые перышки.
Песня представляет собой трёхсложное «чрр-чрр-ции», крик — как у оливкового и бледного дроздов.

## Распространение
Гнездовой ареал охватывает Хоккайдо, Хонсю (кроме крайнего юга), Сахалин (с Монероном), Курильские острова и крайний юг Камчатки. На пролете встречаются в Корее и на побережье Восточного Китая, несколько раз в Приморском крае. Зимуют на юге Японии (курильский подвид), в юго-восточном Китае, на островах Хайнань и Тайвань, на Филиппинах. В 2013 году зимующие птицы встречены в Южном Вьетнаме.

## Миграции
Весной на Сахалине и Курилах появляются в конце апреля — первой половине мая. Осенью пролетные стаи отмечались в сентябре — октябре, на Курилах последние птицы — в первой декаде ноября. Зимует на юге приморского края,в долине реки Раздольной, в окрестностях города Уссурийск.

## Местообитания
В Японии обитает в основном в лиственных и смешанных лесах от 700 до 1500 м над у. м., редко выше, но на Хоккайдо спускается до уровня моря. На Сахалине населяет разреженные горные и равнинные хвойно-березовые и различные типы смешанных долинных лесов, реже — окраины елово-пихтовых лесов. На севере ареала — долинные березово-лиственничные леса  и поляны, покрытые густыми кустарниково-травянистыми зарослями и вейниковыми лугами. Вблизи поселений гнездятся во вторичных смешанных лесах на месте вырубок хвойных лесов, и тяготеют к участкам с елями и пихтами, а также в разреженных пойменных (ольхово-ивовых) лесах.

## Размножение
Гнезда на Сахалине помещаются в основном в двойных и тройных развилках ветвей и стволов деревьев, реже на боковых ветвях, среди ветвей упавших или наклоненных деревьев и на высоких кустарниках на высоте 0,5—3,0 м. Наружный слой состоит из сухих прутиков хвойных и лиственных деревьев, стеблей и листьев злаков, листьев осоки, кусочков корешков и бересты березы, реже используются веточки лишайника-бородача и зеленого мха, побеги хвоща, стебли подмаренника и хвоща. Этот слой изнутри обмазан мокрой землей вперемежку с веточками зеленого мха и листьями осоки. Внутренний слой состоит из сухих листьев  березы, ивы, ольхи, лубяных волокон растений, стеблей и листьев злаков, кусочков бересты, веточек зеленого мха. Лоток выстилается сухими листьями растений, тонкими корешками и лоскутами бересты. 
Кладка состоит из 3—4 яиц голубовато-зелёного цвета, по поверхности которых разбросаны редкие глубокие сиреневые (или фиолетовые) и поверхностные тёмно-бурые (реже светло-бурые) пятна (до 2 мм) и крапинки, собранные на тупой половине яйца, реже разбросанные более или менее равномерно по всей скорлупе. Размеры яиц:  26,5—30,5 х 19,0—22,0 мм. Насиживание длится 13 суток. Птенцы покидают гнездо на 14—16 сутки.

## Подвиды
Выделяют два подвида:
- T. c. chrysolaus Temminck, 1832 — от Японии до Центрального Сахалина, на Кунашире и Шикотане
- T. c. orii Yamashina, 1929 — от Итурупа на юге до Парамушира, Шумшу и юга Камчатки на севере